# 波蘭在歐洲青少年歌唱大賽之歷年表現
波蘭在歐洲青少年歌唱大賽的參賽歷史始於在丹麥哥本哈根舉辦的2003年首屆歐洲青少年歌唱大賽，到2024年最近一次參賽為止已參加了11次大賽。歐洲廣播聯盟（EBU）正式會員波蘭電視台（TVP）負責該國的主辦、選拔與參賽事宜。雖然TVP在大賽剛開始與EBU簽了參賽三年的合約，但隨著2003年和2004年的接連墊底，使得TVP決定自2005年起退出大賽，直到11年後的2016年才回歸參賽。回歸後的波蘭有了亮眼的表現，且甚至靠著2018年罗沙娜·维奇尔的〈我想成为的任何人〉和2019年薇琪·加博爾的〈超級英雄〉成為了歐洲青少年歌唱大賽史上第一個達成兩連勝成就的國家。

## 歷史

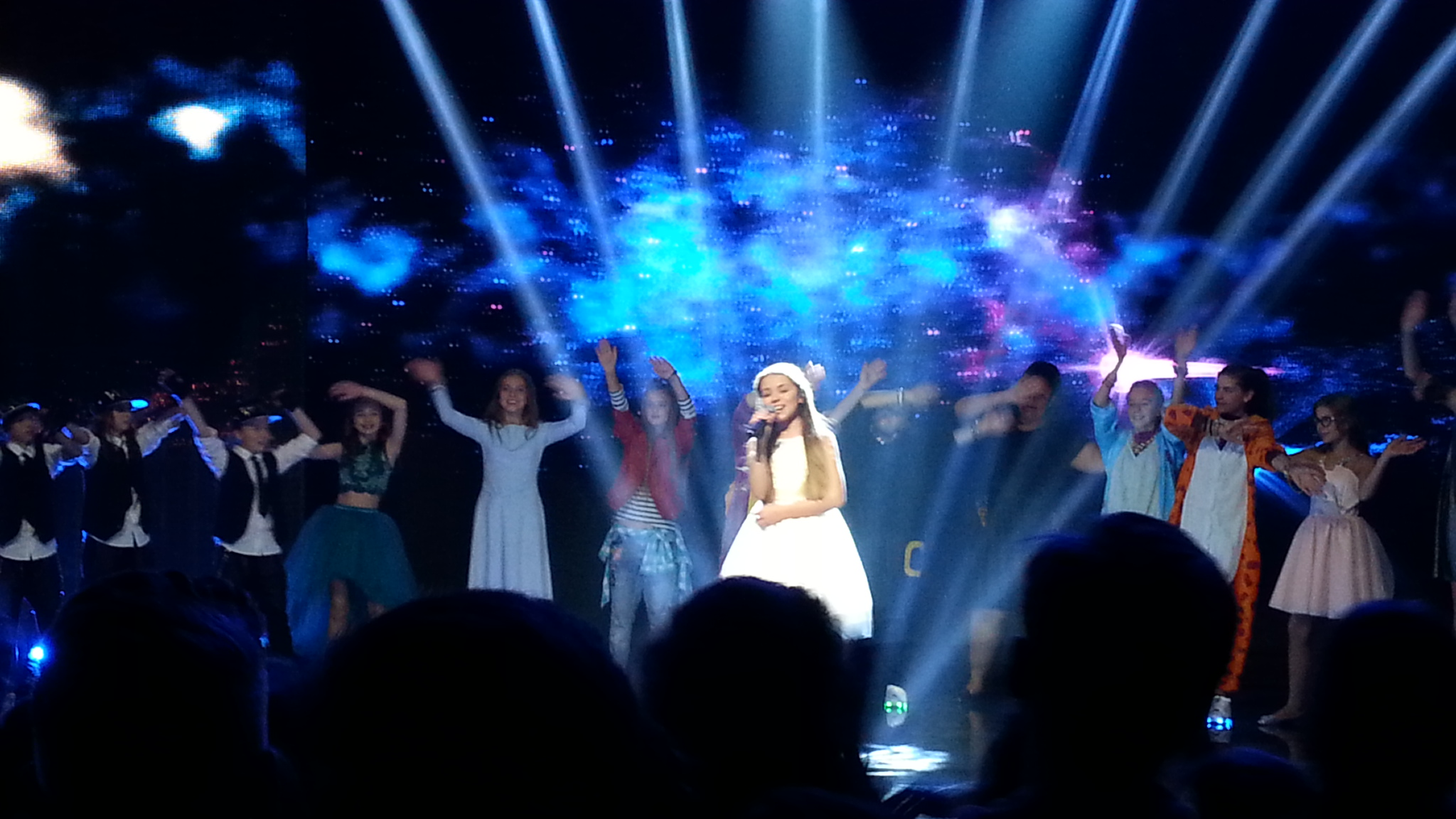
奧莉薇雅·維佐雷克（Olivia Wieczorek）在2016年波蘭國家選拔賽上的表演，她最終贏得了代表波蘭參加的資格。

波蘭是16個參加在丹麥哥本哈根会展中心舉辦的2003年首屆歐洲青少年歌唱大賽的國家之一，而TVP負責當年的選手選拔。一共有13組選手參加了在2003年9月28日舉辦的國家選拔賽，最終由卡塔日娜·茹拉維克（Katarzyna Żurawik）和她的歌曲〈一些讓我困擾的事〉（Coś mnie nosi）贏得了代表波蘭參加大賽的資格，但在大賽中只得到7分墊底。2004年，女團KWADro和她們的歌曲〈抓住未來〉（Łap życie）代表波蘭參加大賽，但只得到3分再次墊底。盡管已經與EBU簽了參賽三年的合約，TVP決定從此退出大賽。
波蘭曾考慮在2008年回歸參賽，因為TVP表示可以通過現有的節目《Mini szansa》選擇參賽者，該節目將在波蘭電視台第二台播出，然而波蘭決定繼續不參賽。2016年6月14日，TVP音樂主管亞歷山大·帕拉克（Aleksander Pałac）表示，波蘭在缺席12年之後正在考慮參加2016年的歐洲青少年歌唱大賽。帕拉克表示TVP雖然已向可能的參賽者發出了向他們提交歌曲的邀請，但重申他們尚未就是否真的參賽做出完整的決定。2016年8月30日，TVP正式確認波蘭將回歸參賽並重啟國家選拔賽。2018年，波蘭改用《波蘭兒童之聲》中的觀眾投票選出選手後，接著再內部挑選出歌曲給選手參賽，羅沙娜·維奇爾因此被推舉為參賽代表，並以〈我想成为的任何人〉為波蘭拿下大賽的第一勝。自2019年開始，波蘭使用選秀節目《成功的機會》來作為國家選拔賽，並選出了薇琪·加博爾和她的歌曲〈超級英雄〉參加大賽，並最終在大賽中以278分為波蘭拿下第二座冠軍獎盃，這使得波蘭成為了歐洲青少年歌唱大賽史上第一個達成兩連勝成就的國家。

## 參賽者
以下是代表波蘭參加大賽的所有選手與歌曲的列表，其中文名稱皆非官方中譯：
| 1 | 冠軍 |
| 2 | 亞軍 |
| ◁ | 墊底 |

| 年份          | 參賽選手                            | 歌曲                                          | 語言         | 排名     | 得分     |
| ------------- | ----------------------------------- | --------------------------------------------- | ------------ | -------- | -------- |
| 2003年        | 卡塔日娜·茹拉維克 Katarzyna Żurawik | 〈一些讓我困擾的事〉 〈〉                     | 波兰语       | 16 ◁     | 3        |
| 2004年        | Kwadro                              | 〈抓住未來〉 〈〉                             | 波蘭語       | 17 ◁     | 3        |
| 2005年–2015年 | 沒有參賽                            | 沒有參賽                                      | 沒有參賽     | 沒有參賽 | 沒有參賽 |
| 2016年        | 奧莉薇雅·維佐雷克 Olivia Wieczorek  | 〈別忘記〉 〈〉                               | 波蘭語、英語 | 11       | 60       |
| 2017年        | 艾麗嘉·雷加 Alicja Rega             | 〈我的家〉 〈〉                               | 波蘭語       | 8        | 138      |
| 2018年        | 羅沙娜·維奇爾 Roksana Węgiel        | 〈我想成为的任何人〉 〈Anyone I Want to Be〉  | 波蘭語、英語 | 1        | 215      |
| 2019年        | 薇琪·加博爾 Viki Gabor              | 〈超級英雄〉 〈Superhero〉                    | 波蘭語、英語 | 1        | 278      |
| 2020年        | 愛拉·特拉茨 Ala Tracz               | 〈我會堅持〉 〈I'll Be Standing〉             | 波蘭語、英語 | 9        | 90       |
| 2021年        | 莎拉·詹姆士 Sara James              | 〈某個人〉 〈Somebody〉                       | 波蘭語、英語 | 2        | 218      |
| 2022年        | 蘿拉·巴茨凱維奇 Laura Bączkiewicz   | 〈直上月球〉 〈To The Moon〉                  | 波蘭語、英語 | 10       | 95       |
| 2023年        | 瑪雅·克日熱夫斯卡 Maja Krzyżewska   | 〈我只需要一個朋友〉 〈I Just Need a Friend〉 | 波蘭語、英語 | 6        | 124      |
| 2024年        | 多明尼克·阿里姆 Dominik Arim        | 〈齊心協力〉 〈All Together〉                 | 波蘭語、英語 | 12       | 61       |

### 選手相片集

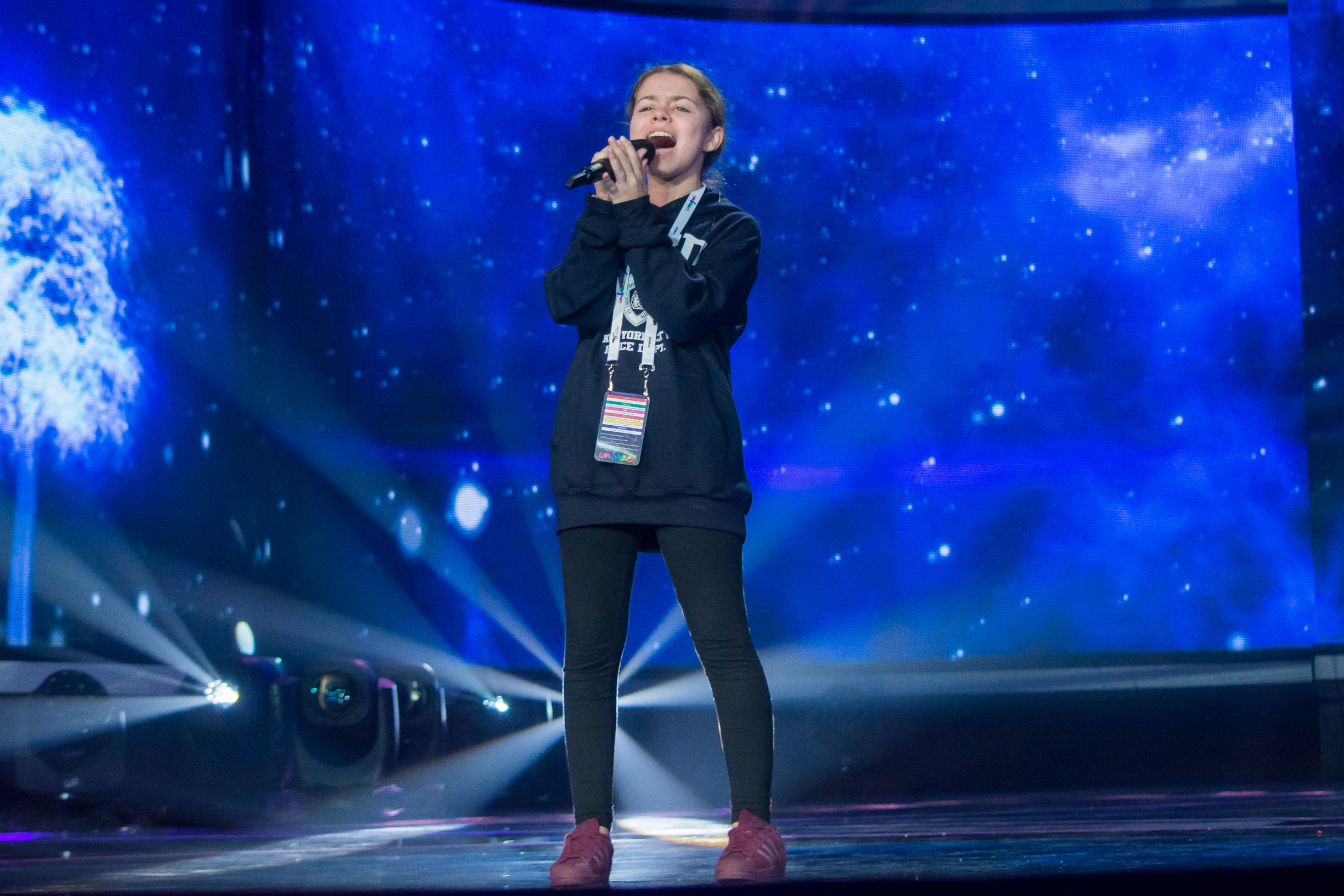
奧莉薇雅·維佐雷克在瓦萊塔的彩排（2016）
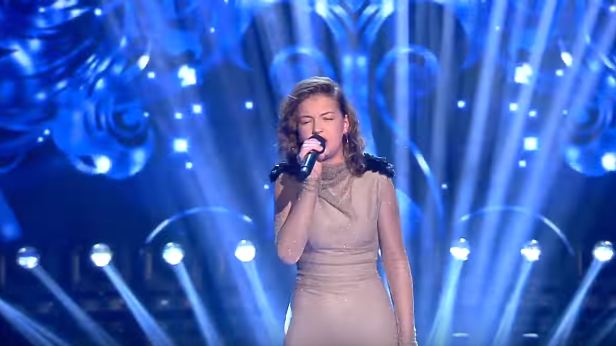
艾麗嘉·雷加在提比里斯（2017）
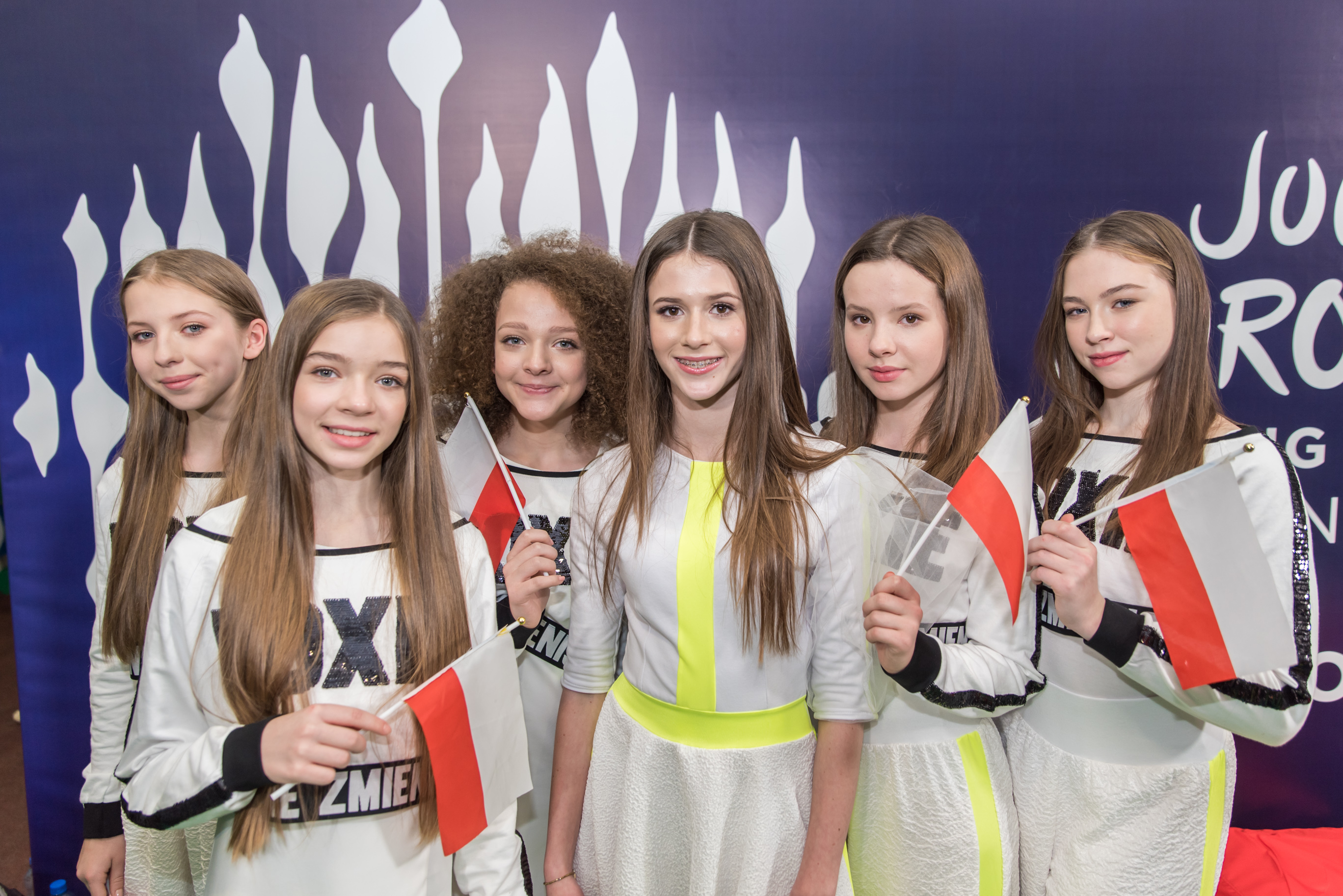
羅沙娜·維奇爾與伴舞團在明斯克（2018）
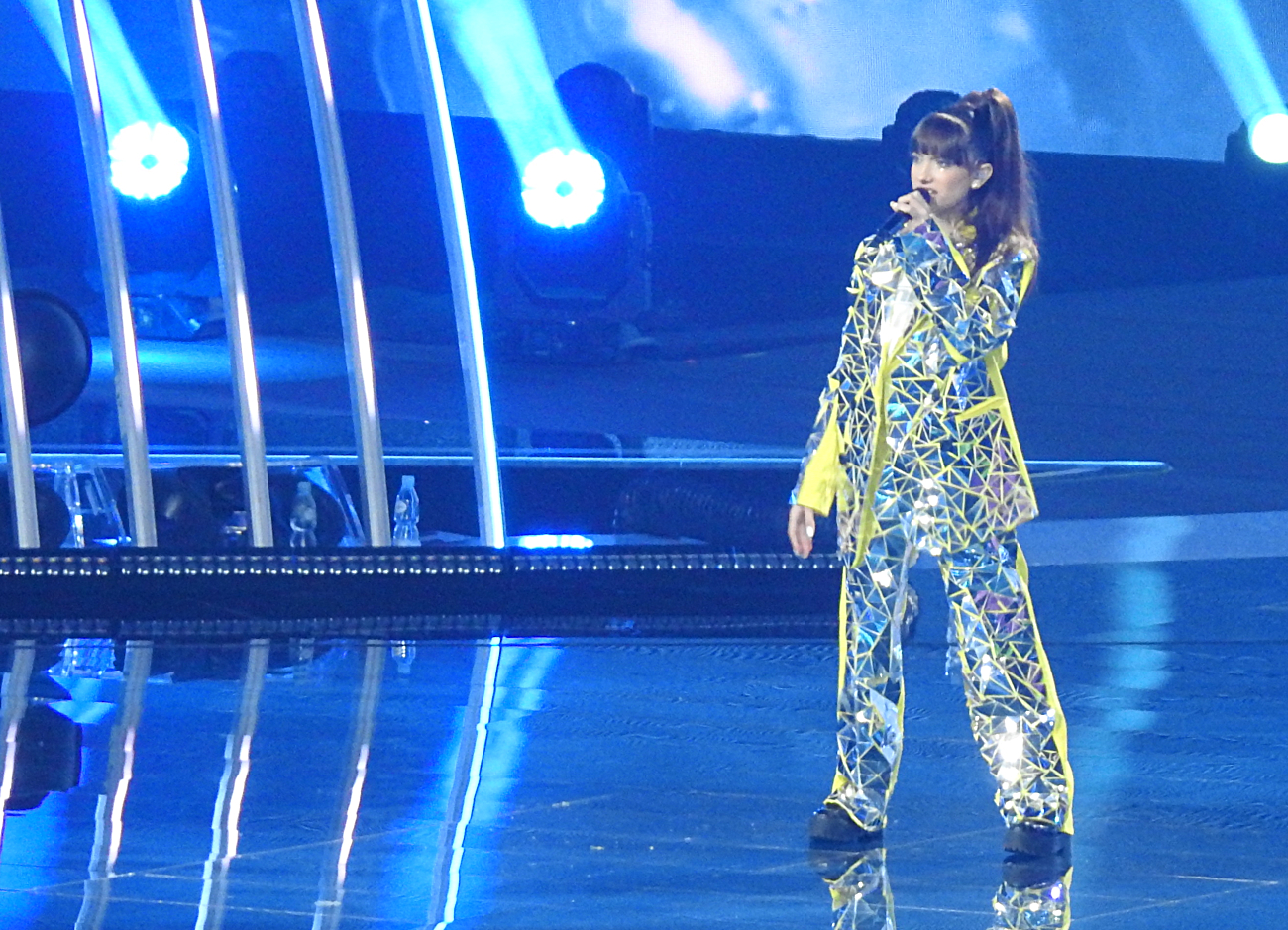
薇琪·加博爾在格利维采（2019）
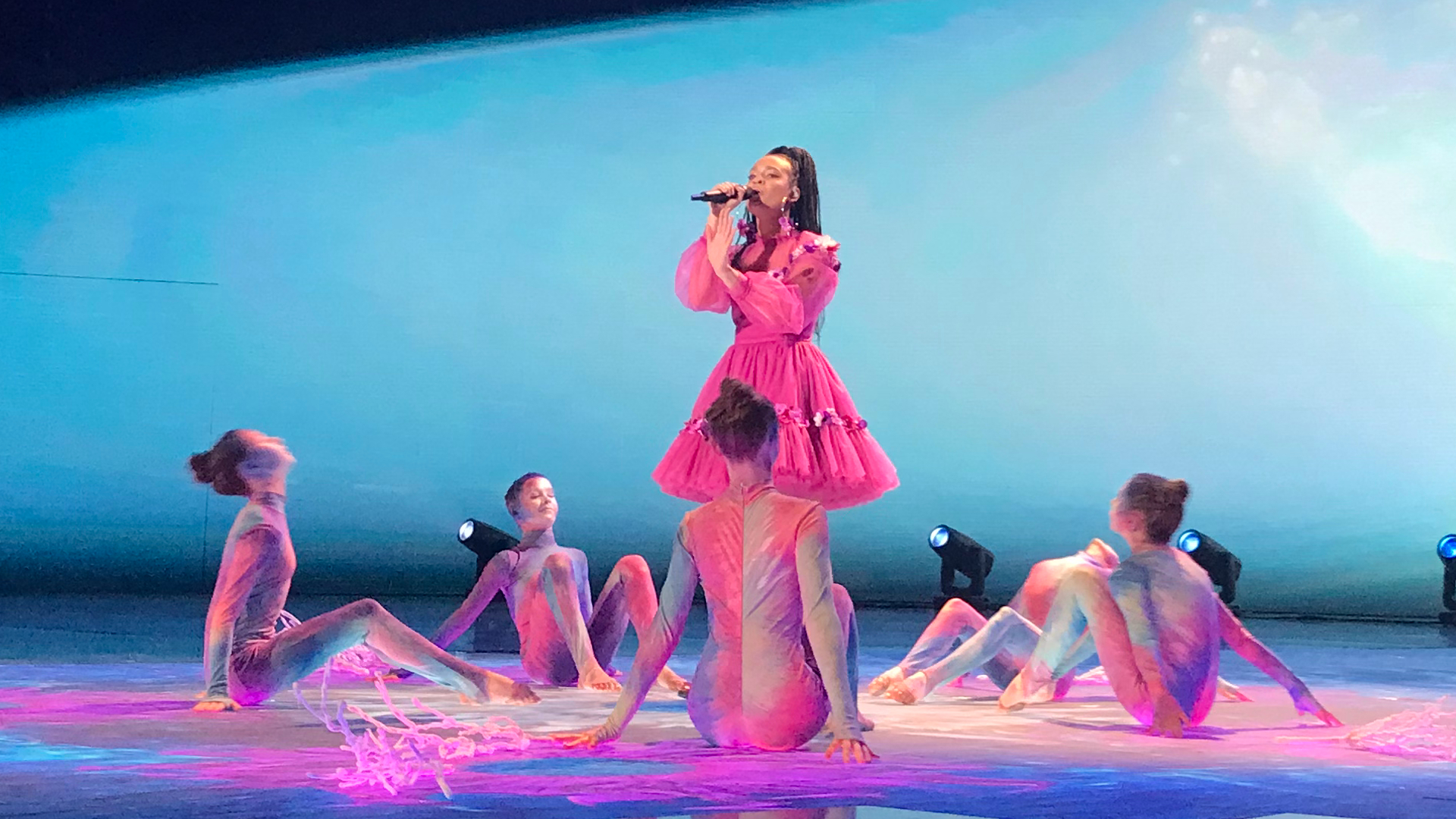
莎拉·詹姆士在巴黎（2021）

## 評論員與唱票員
大賽透過官方網站junioreurovision.tv和YouTube在網路上向全世界進行轉播。2015年大賽在官網上的轉播甚至有官網總編路克·費雪（Luke Fisher）和保加利亞2011年歐洲青少年歌唱大賽代表伊凡·伊萬諾夫以英語擔任評論員。TVP每次參賽也會派出自己的評論員去大賽現場來提供國內觀眾波兰语解說，同時也會派出一位唱票員來宣讀波蘭的給分。下表列出自2003年TVP派出的評論員與唱票員。
| 年份          | 放送頻道                   | 評論員                         | 唱票員                                                           | 參考                        |
| ------------- | -------------------------- | ------------------------------ | ---------------------------------------------------------------- | --------------------------- |
| 2003年        | TVP2                       | 雅羅斯瓦夫·庫爾奇奇            | 阿斯特拉（Astrar）                                               |                             |
| 2004年        | TVP2                       | 阿圖爾·歐熱赫                  | 雅德維加·雅斯庫爾斯基（Jadwiga Jaskulski）                       |                             |
| 2005年–2015年 | 沒有轉播                   | 沒有轉播                       | 沒有參賽                                                         |                             |
| 2016年        | TVP1 TVP Polonia           | 阿圖爾·歐熱赫                  | 妮可萊塔·沃達爾奇克（Nicoletta Włodarczyk）                      | [ 8 ]                       |
| 2017年        | TVP2                       | 阿圖爾·歐熱赫                  | 多米妮卡·普塔克（Dominika Ptak）                                 | [ 9 ]                       |
| 2018年        | TVP ABC TVP Polonia TVP HD | 阿圖爾·歐熱赫                  | 葛蕾絲（Grace）                                                  | [ 10 ]                      |
| 2019年        | TVP1 TVP Polonia TVP ABC   | 阿圖爾·歐熱赫                  | 瑪麗安娜·約瑟芬娜·皮亞特科夫斯卡（Marianna Józefina Piątkowska） | [ 11 ] [ 12 ]               |
| 2020年        | TVP1 TVP Polonia TVP ABC   | 阿圖爾·歐熱赫                  | 瑪麗安娜·約瑟芬娜·皮亞特科夫斯卡（Marianna Józefina Piątkowska） | [ 13 ] [ 14 ] [ 15 ] [ 16 ] |
| 2021年        | TVP1 TVP Polonia TVP ABC   | 馬雷克·謝羅基和亞歷山大·西科拉 | 瑪蒂爾達（Matylda）                                              |                             |
| 2022年        | TVP1 TVP Polonia TVP ABC   | 亞歷山大·西科拉                | 薇琪·加博爾                                                      | [ 17 ] [ 18 ]               |
| 2023年        | TVP1 TVP Polonia TVP ABC   | 亞歷山大·西科拉                | 蓋布莉西雅·沃伊切霍維奇（Gabrysia Wojciechowicz）                | [ 19 ] [ 20 ] [ 21 ]        |
| 2024年        | TVP2 TVP Polonia           | 阿圖爾·歐熱赫                  | 瑪雅·克日熱夫斯卡                                                | [ 22 ] [ 23 ] [ 24 ]        |

## 主辦情況
| 年份   | 地點     | 場館             | 主持人                                                          |
| ------ | -------- | ---------------- | --------------------------------------------------------------- |
| 2019年 | 格利维采 | 格利維采體育館   | 愛達·諾瓦科沃斯卡、亞歷山大·西科拉和罗沙娜·维奇尔               |
| 2020年 | 華沙     | TVP總部5號攝影棚 | 愛達·諾瓦科沃斯卡、瑪烏戈扎塔·托馬謝夫斯卡和拉菲爾·布若佐夫斯基 |